# Tone Float
Tone Float est l'unique album du groupe allemand Organisation, sorti en 1970.

## Histoire
L'album, produit par Konrad « Conny » Plank, n'est sorti qu'au Royaume-Uni, en août 1969, où il a été vendu à peu d'exemplaires. L'attention postérieure qui lui est portée est due au fait que deux des membres d'Organisation, Ralf Hütter et Florian Schneider-Esleben, ont par la suite fondé le groupe Kraftwerk. 

« Le studio se trouvait au milieu d'une raffinerie de pétrole. Lorsque nous sortions, nous pouvions entendre le son de ces grandes flammes - toutes sortes de bruits industriels. »

— Ralf Hütter, interview donnée au "Select Magazine" en 1991
Les ventes étant faibles, RCA ne prolonge pas son contrat avec Organisation. Le groupe disparaît par la suite en raison du départ de Ralf Hütter et Florian Schneider-Esleben pour fonder Kraftwerk.
L'album n'a jamais fait l'objet de réédition officielle, mais des éditions bootleg sous forme de CD ou de LP sont apparues dans les années 1990. Elles incluent souvent une piste bonus, intitulée de manière erronée Vor dem blauen Bock, qui est en réalité un instrumental nommé Rückstoss Gondoliere, issue d'une performance de Kraftwerk enregistrée le 22 mai 1971 lors de l'émission Bremen Beat-Club. Ce morceau a été joué par une formation aussi insolite qu'éphémère de Kraftwerk, composée de Florian Schneider-Esleben, Michael Rother et Klaus Dinger, Ralf Hütter étant absent car il se concentrait sur ses études d'architecture. Plus tard, Michael Rother et Klaus Dinger fonderont le groupe Neu!

## Liste des titres
Tous les morceaux ont été composés par Florian Schneider-Esleben, Butch Hauf et Alfred « Fred » Mönicks.

### Face A
1. Tone Float - 20:46

### Face B
1. Milk Rock - 5:24
2. Silver Forest - 3:19
3. Rhythm Salad - 4:04
4. Noitasinagro - 7:46

## Crédits
- Ralf Hütter : orgue Hammond
- Florian Schneider-Esleben : flûte électrique, flûte alto, cloche, triangle, tambourin, violon électrique, percussions
- Basil Hammoudi : Glockenspiel, conga gong, boîte à musique, percussions, voix
- Butch Hauf : basse, shaky tube, clochettes, marteau en plastique, percussions
- Alfred « Fred » Mönicks : batterie, bongos, maracas, cencerro, tambourin, percussions
- Konrad « Conny » Plank : ingénieur du son